# 石田和外 (アナウンサー)
石田 和外（いしだ かずと、1969年1月3日 - ）は、静岡朝日テレビのアナウンサーである。

## 人物
静岡県静岡市出身。「和外」（かずと）という名前は、出生直後の1969年1月11日に最高裁判所長官に就任した石田和外の就任記者会見での「激流に立つ岩」という言葉に感銘を受けた父によって命名された。
青山学院大学卒業後、1991年に静岡県民放送（愛称・通称：静岡けんみんテレビ、現在の静岡朝日テレビ）に入社した。
ニュース担当ではあるが、スポーツ中継（実況やリポート）を担当する場合がある。2015年に自社制作である女子ゴルフの『リゾートトラストレディス』では実況を担当している。
三児の父。

## 現在の担当番組
- SATVニュース
- とびっきり!しずおか（静岡朝日テレビNews担当）
- スポーツ中継

## 過去の担当番組
- スポーツパラダイス